# Johan Borger
Johan Borger (Harderwijk, 12 augustus 1984) is een Nederlandse singer-songwriter en multi-instrumentalist.
Johan Borger groeit op in een muzikaal gezin. Vader Jan Borger is o.a toetsenist bij Elly en Rikkert. 
De muziek van Johan Borger wordt beschreven als akoestische popmuziek met sterke wortels in de Amerikaanse singer-songwriter traditie. De titeltrack van zijn debuut Sometimes werd in 2011 door luisteraars van 3voor12 Utrecht verkozen tot lied van het jaar.

## Discografie
- Sometimes LP/CD (7-1-2011)
- Wild Geese Calling LP/CD (15-11-2012)

Gastmuzikant
- Kim Janssen - V (3-9-2008) drums
- Tangarine - Wintersongs: The December Sessions (9-11-2010) elektrische gitaar, lapsteel
- Marten de Paepe - Boskoop (12-9-2011) elektrische en akoestische gitaar, lapsteel, wurlitzer, zang
- Tangarine - Snowflakes All Around single (3-12-2011) elektrische gitaar

Sometimes (2011)
| titel                       | tijdsduur |
| --------------------------- | --------- |
| Sometimes                   | 3:08      |
| Devil In My Pocket          | 4:27      |
| My Woman                    | 2:53      |
| Walk Away                   | 4:11      |
| Don't Be Hard On Me         | 3:43      |
| So I Finally Did Break Down | 3:32      |
| On My Way Now               | 3:45      |
| Troubled                    | 4:00      |
| Traveling On                | 2:16      |
| Seven Secret Letters        | 3:37      |

Wild Geese Calling (2012)
| titel                      | tijdsduur |
| -------------------------- | --------- |
| Wild Geese Calling         | 5:01      |
| Nothing Comes for Free     | 3:43      |
| Going Back                 | 3:44      |
| When the Lightning Strikes | 4:00      |
| Small Town                 | 4:55      |
| Goodnight My Friend        | 4:12      |
| For Love                   | 4:16      |
| Only Telling What I Know   | 4:19      |
| In the Meadow              | 4:20      |
| Push to Fall               | 2:48      |

Single
| titel                                   | tijdsduur |
| --------------------------------------- | --------- |
| When The Lightning Strikes (radio edit) | 3:17      |